# علبة سجائر
"علبة سجائر" هي أغنية لفرقة كينو السوفيتية من ألبوم نجم اسمه الشمس الذي صدر في عام 1988. واحدة من أشهر أغاني كينو. كُتب في عام 1988 ، عندما تم تصوير فيكتور تسوي في فيلم الإبرة .
كان من المخطط أصلاً أن يُطلق على الألبوم الجديد اسم "علبة سجائر" بسبب هذه الأغنية، لكن إعادة التسمية حدثت بعد أن قرر فيكتور تسوي تقديم "نجم اسمه الشمس" في اليوم الأخير من التسجيل.
في القرن الحادي والعشرين، قدم عدد من الموسيقيين والفرق الموسيقية مثل سيرجي شنوروف وفوبلي فيدوبلياسوفا ، للجمهور نسخ غلاف هذه الأغنية.

## خلفية

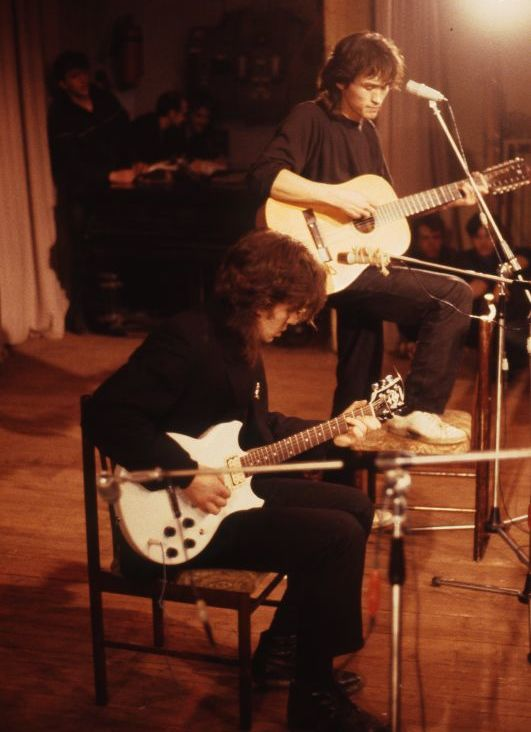
يوري كاسباريان وفيكتور تسوي في الحفلة الموسيقية في سانت بطرسبرغ عام 1986.

وفقا للمخرج سيرغي ليسينكو فإن فكرة أغنية "علبة سجائر" جاءت من فيكتور تسوي في عام 1986 عندما كان أعضاء كينو يصورون فيلم قصير بعنوان نهاية العطلة. لم يصبح هذا الفيلم حدثًا مهمًا في السينما السوفيتية أو في السيرة الذاتية الإبداعية لتسوي، ومع ذلك، فإن الأجواء التي تكونت في فرقة الفيلم كانت قريبة من مزاج الأغنية المستقبلية. كما تذكر ليسينكو والممثل الأوكراني أليكسي كوفزون، أنه في إحدى الليالي بعد جلوسهم يتحدثون اكتشف الموسيقيون أنهم نفذت لديهم السجائر. ونظرًا لعدم وجود متاجر تعمل مداريًا في ذلك الوقت في الاتحاد السوفيتي، خرج عدة أشخاص بمن فيهم تسوي للحصول على "دخان من المارة". وفي منافسة خيالية كانت "من يحصل على المزيد". فاز قائد فرقة كينو.  
كُتبت الأغنية نفسها بعد ذلك بعامين في ألما آتا ، حيث لعب تسوي دورًا في فيلم آخر بعنوان "الإبرة" من إخراج رشيد نوجمانوف. ووفقًا للمسودة الباقية، كان النسخة الأصلية من النص مختلفة قليلاً عن النسخة النهائية المسجلة في ألبوم "نجم اسمه الشمس". في مخطوطة الكاتب، كان السطر الأول أقصر: "أنا [أجلس و] أنظر إلى سماء شخص آخر من نافذة شخص آخر". بالإضافة إلى ذلك، كانت بعض الكلمات الفرعية مفقودة، والتي حددت فيما بعد إيقاع القصيدة. كما قال يوري كاسباريان الذي قام بترتيب الأغنية، أن ملوديتها "بنيت بشكل صرف من الناحية الرياضية" وبالتالي اختار النوتات، حسب فكرته الخاصة عن ملاءمتها: "يعجبني الإيقاع الموسيقي ببساطة، الجبر - الكل شيء مثير للاهتمام بالنسبة لي للغاية". 
إن حقيقة أن الموضوع الذي وضع في الأغنية كان قريبًا من تسوي وأصدقائه، تم تذكره أيضًا من قبل أول مخرج لكينو يوري بيليشكين - وفقًا للمخرج، جاء لأول مرة لمقابلة الموسيقيين (الذين عملوا في أواخر ال1980م ، كقاعدة عامة في شقة لينينغراد طبال الفرقة جورجي جوريانوف في شارع بودابسغتسكايا) لفت انتباهه إلى بساطة الوضع: "طاولة ، سجائر وشاي. كانوا يجلسون، يصمتون، يدخنون، يلعبون شيئًا على الغيتار ". كانت في شقة جوريانوف النسخ التجريبية للتراكيب المدرجة في دورة الروك الجديدة التي كان لها لفترة طويلة عنوان العمل علبة سجائر. تم إعادة التسمية في نهاية عام 1988 بناءً على مبادرة من تسوي ، الذي أعلن أنه قرر إضافة الأغنية "نجم اسمه الشمس" التي تم تسجيلها بالفعل لفيلم "الابره" وسوف تعطي الاسم للألبوم. 

## تعبير
تم تحديد الملامح الرئيسية للبطل الشعري تسوي قبل طويل من إصدار الأغنية. في عام 1985 كتب مجلة روكسي التي أنشئت على أساس نادي لينينغراد للروك أن المستمعين "يعرفون تقريبًا كل شيء" عن حياة شخصية تسوي: "هو دائمًا يدخن السجائر. يحب المشي ليلاً، يحن إلى البحر الأسود، لا يثق تمامًا بالقطار". كما يكتسب البطل خبرة حياتية جديدة مع تقدمه في السن، وإذا كان في الألبوم "فصيله الدم" يتحقق ذاته كمقاتل في حرب وجودية ما، فإن الشخصية في الدورة الصخرية التالية نجم اسمه الشمس بالفعل تشعر بالتعب من المواجهة مع العالم: "سرت كل الطرق إلى الأمام والخلف، / التفت ولم أستطع رؤية الآثار".

## الطاقم[4]
- فيكتور تسوي - غناء ، غيتار إيقاع
- يوري كاسباريان - غيتار رئيسي ولوحة مفاتيح
- إيغور تيخوميروف - جيتار باس
- جورجي جوريانوف - آلة الطبل Yamaha RX-5